# 662 Newtonia
662 Newtonia
662 Newtonia là một tiểu hành tinh ở vành đai chính. Nó được Joel Hastings Metcalf phát hiện ngày 30.3.1908 ở Taunton, Massachusetts (Hoa Kỳ), và được đặt theo tên Isaac Newton, nhà vật lý học người Anh